# Westervoort
Westervoort – gmina w prowincji Geldria w Holandii.